# Franco suizo
El franco (en alemán: Franken, francés y romanche: franc, e italiano: franco) es la moneda oficial de Suiza y Liechtenstein. También es de curso legal en los enclaves italiano y alemán de Campione d'Italia y Büsingen am Hochrhein, donde circula junto al euro. El Banco Nacional Suizo es el encargado de emitir los billetes, y la Swissmint federal acuña las monedas.
El franco suizo es la única moneda denominada en francos que queda en Europa. Se divide en 100 céntimos (en alemán: Rappen, en francés: centime, en italiano: centesimo, y en romanche: rap). Su código ISO 4217, utilizado por la mayoría de los bancos e instituciones financieras, es CHF, aunque la abreviatura Fr. también se emplea de manera menos oficial.

## Historia
Antes de 1798, cerca de 75 entidades acuñaban moneda en Suiza, entre las que se incluían 25 cantones y semicantones, 16 ciudades, abadías, etc., lo que dio como resultado casi 860 tipos diferentes de monedas en circulación, con diferentes valores, denominaciones y sistemas monetarios. Entre estas monedas se encontraban los táleros de Berna, Zúrich, Basilea, Ginebra, el florín de Friburgo, etc.

### Franco de la República Helvética, 1798-1803
En 1798, la República Helvética introdujo un nuevo sistema monetario basado en el tálero de Berna, dividido en 10 batzen o 100 rappen. El franco suizo equivalía a 6 gramos y tres cuartos de plata pura, o 1½ franco francés. Este franco se emitió hasta el final de la República Helvética en 1803, pero sirvió como modelo para las monedas de muchos cantones de la reformada Confederación Suiza. 
Algunas de estas monedas fueron el franco de Argovia, Appenzell, Basilea, Berna, Ginebra, Zúrich, Lucerna, Friburgo, Glaris, Tesino y un largo etcétera.

### Franco de la Confederación Helvética, 1850-
Aunque alrededor de 22 cantones y semicantones emitieron moneda propia entre 1803 y 1850, menos del 15% del dinero en circulación en Suiza en 1850 se producía de manera local, siendo el resto moneda extranjera, principalmente del dinero que traían de vuelta los mercenarios. Además, algunos bancos privados comenzaron a emitir los primeros billetes, por lo que al final hubo cerca de 8000 monedas y billetes diferentes circulando a la vez, haciendo del sistema monetario algo complejo.
Para solucionar el problema, la nueva Constitución Federal suiza de 1848 especificaba que el Gobierno Federal sería la única entidad autorizada para emitir dinero en Suiza. Dos años más tarde le siguió la primera ley federal monetaria, aprobada por la Asamblea Federal el 7 de mayo de 1850, que introducía el franco como unidad monetaria de Suiza. El franco se introdujo a la par con el franco francés. Sustituyó a las diferentes monedas de los cantones suizos, muchos de los cuales estuvieron utilizando el franco (dividido en 10 batzen o 100 rappen) y que equivalía a 1½ franco francés.
En 1865, Francia, Bélgica, Italia y Suiza crearon la Unión Monetaria Latina, en la que acordaron fijar sus monedas nacionales a una base de 4,50 gramos de plata o 0,290322 gramos de oro. Aunque durante la década de 1920 la unión empezó a desvanecerse y finalizó sus acuerdos de manera oficial en 1927, el franco suizo siguió manteniendo la misma tasa de cambio hasta 1936, cuando sufrió su única devaluación el 27 de septiembre durante la Gran Depresión. La moneda se devaluó un 30% tras las devaluaciones de la libra esterlina, el dólar estadounidense y el franco francés. En 1945, Suiza se sumó a los Acuerdos de Bretton Woods y fijó el franco al dólar con una tasa de cambio de 4,30221 CHF por dólar. Esta tasa cambió a 4,375 CHF en 1949.
Entre mediados de 2003 y 2006, la tasa de cambio del franco con el euro se ha mantenido estable alrededor de 1,55 CHF por euro, por lo que el franco suizo ha caído y subido junto al euro frente al dólar y otras divisas. En marzo de 2008 se cambiaba por primera vez a 1 dólar.
Históricamente, el franco suizo se ha considerado una moneda segura, con índices de inflación relativamente bajos y estables y un requisito legal en el que puede ser respaldado en un 40% de su valor con reservas de oro. Sin embargo, esta fijación al oro, que data desde los años 1920, terminó el 1 de mayo de 2000 después de un referéndum. En marzo de 2005, tras un programa de venta de oro, el Banco Nacional Suizo tenía 1.290 toneladas de oro en reservas, que equivalían al 20% de sus recursos.
En septiembre de 2011, ante la fuerte demanda del franco como valor refugio debido a la crisis del sistema financiero, el banco central suizo decide restringir el tipo de cambio del franco frente al euro, imponiendo una tasa de cambio mínima de 1,20 francos por euro. La razón argumentada es el riesgo que suponía para la economía suiza una excesiva sobrevaloración de su moneda. Desde la fecha de la introducción de dicho límite en la tasa de cambio, este ha permanecido alrededor de dicho valor con ligeras variaciones.
El 15 de enero de 2015, el Banco Nacional de Suiza abandonó la tasa de cambio mínima de 1,20 francos por euro, cortando los tipos de interés de los depósitos bancarios hasta el -0,75% desde el -0,25%. El franco subió hasta 0,8052 por euro (o más de 30%) antes de descender hasta 1,059 francos por euro el mismo día.

## Monedas

### República Helvética
Entre 1798 y 1803 se acuñaron monedas de vellón en denominaciones de 1 rappen, ½ batzen y 1 batzen. También se emitieron monedas de plata de 5, 10, 20 y 40 batzen. Esta última moneda también podía encontrarse denominada como de 4 francos. En 1800 se acuñaron monedas de oro de 16 y 32 francos.

### Confederación Helvética
En 1850, se introdujeron monedas en denominaciones de 1, 2, 5, 10, 20 céntimos, ½, 1, 2 y 5 francos, siendo las de 1 y 2 céntimos de bronce, las de 5, 10 y 20 céntimos de vellón, y el resto en plata de 900 milésimas. Entre 1860 y 1863 la cantidad de plata se redujo a 800 milésimas, antes de que se adoptara el estándar francés en 1875 de 835 milésimas excepto en las monedas de 5 francos. En 1879, el vellón fue sustituido por el cuproníquel en las monedas de 5 y 10 céntimos, y por el níquel en las de 20 céntimos.
Las dos guerras mundiales tuvieron un escaso efecto en el sistema monetario suizo, emitiéndose de manera temporal monedas en latón y zinc. En 1931, el tamaño de las monedas de 5 francos se redujo de los 25 gramos a los 15, y el contenido en plata también se redujo a 835 milésimas. Al año siguiente, el níquel sustituyó al cuproníquel en las monedas de 5 y 10 céntimos.
A finales de la década de 1960, debido a la fijación con el dólar estadounidense, los precios de los aranceles crecieron de manera significativa. El material utilizado para acuñar las monedas excedía con creces del valor facial, y muchas monedas se estaban empleando para fundirlas y vender el metal, lo que llevó al gobierno a declarar estas prácticas ilegales. Lo anterior llevó a la introducción de monedas de ½, 1, 2 y 5 francos hechas en cuproníquel en 1968, en tanto que las monedas de plata fueron retiradas de circulación el 1 de abril de 1971. 
Las monedas de 1 céntimo se han seguido acuñando hasta 2006 en pequeñas cantidades, ya que no jugaban ningún papel importante en la economía suiza desde el último cuarto del siglo XX. La gente que podía justificar el uso de las monedas de 1 céntimo por motivos monetarios podía obtenerlas con su valor facial. Sin embargo el resto, como coleccionistas, tendrían que pagar cuatro veces su valor facial más por moneda para cubrir los gastos de producción, que habían excedido el valor facial de la moneda desde hacía mucho tiempo. A finales de la década de 1970 la moneda cayó en desuso. No obstante, no se retiró de la circulación hasta el 1 de enero de 2007. La moneda de 2 céntimos no se acuña desde 1974, y se desmonetizó el 1 de enero de 1978.
La moneda de 5 céntimos continúa en uso y sigue siendo de curso legal a pesar de que el coste de producción de la misma es de 11 céntimos. Una de las principales razones del gobierno para no deshacerse de esta moneda es que todavía se usa a la hora de poner el precio de bienes y servicios, como por ejemplo los sellos de 85 céntimos. El servicio de correos suizo está estudiando la posibilidad de incrementar el precio, o bien eliminar este tipo de servicio de segunda clase.
Los diseños de las monedas casi no han variado desde 1879. Entre los cambios más notables se encuentran los nuevos diseños de monedas de 5 francos de 1888, 1922, 1924 y 1931. Desde 1948 se utiliza un nuevo diseño para las monedas de bronce. En 1983 se modificó el número de estrellas que aparecen en las monedas, que pasaron de 22 a 23.
Las monedas de 10 céntimos acuñadas desde 1879 hasta el día de hoy (exceptuando los periodos comprendidos entre 1918-1919 y 1932-1939) tienen el mismo diseño, tamaño y composición, y todavía pueden encontrarse en circulación. Todas las monedas suizas tienen las leyendas inscritas en latín.
Además de estas monedas generales para la circulación, se han acuñado varias series conmemorativas, tanto bimetálicas, como en oro o en plata. Aunque estas monedas no son de curso legal, se pueden cambiar por su valor facial en las oficinas de correo o en las sedes del Banco Nacional.
| Imagen | Denominación | Metal    | Canto    | Diámetro (mm) | Peso (g) | Grosor (mm) | Anverso                                              | Reverso                                     |
| ------ | ------------ | -------- | -------- | ------------- | -------- | ----------- | ---------------------------------------------------- | ------------------------------------------- |
|        | 5 céntimos   | Cu+Al+Ni | Liso     | 17,15         | 1,80     | 1,25        | Helvetia - CONFŒDERATIO HELVETICA - año de acuñación | 5 - Ramas de parra                          |
|        | 10 céntimos  | Cu+Ni    | Liso     | 19,15         | 3,00     | 1,45        | Helvetia - CONFŒDERATIO HELVETICA - año de acuñación | 10 - Ramas de roble                         |
|        | 20 céntimos  | Cu+Ni    | Liso     | 21,05         | 4,00     | 1,65        | Helvetia - CONFŒDERATIO HELVETICA - año de acuñación | 20 - Ramas de parra                         |
|        | ½ franco     | Cu+Ni    | Estriado | 18,20         | 2,20     | 1,25        | Helvetia - Estrellas                                 | ½ Fr. - Rama de roble - año de acuñación    |
|        | 1 franco     | Cu+Ni    | Estriado | 23,20         | 4,40     | 1,55        | Helvetia - Estrellas                                 | 1 Fr. - Rama de roble - año de acuñación    |
|        | 2 francos    | Cu+Ni    | Estriado | 27,40         | 8,80     | 2,15        | Helvetia - Estrellas                                 | 2 Fr. - Rama de roble - año de acuñación    |
|        | 5 francos    | Cu+Ni    | Liso     | 31,45         | 13,20    | 2,35        | Pastor alpino - CONFŒDERATIO HELVETICA               | 5 FR - Escudo de Suiza - Ramas de edelweiss |

## Billetes
En 1907 el Banco Nacional Suizo se hizo cargo de la emisión de los billetes que hasta la fecha venían imprimiendo los cantones y otros bancos privados. Introdujo los primeros billetes de 50, 100, 500 y 1000 francos. En 1911 se añadieron los de 20, seguido de la denominación de 5 en 1913. Un año más tarde, el Tesoro Federal emitió papel moneda en denominaciones de 5, 10 y 20. Estos billetes se imprimieron en tres idiomas: alemán, francés e italiano. El Banco Estatal de Préstamos también emitió billetes de 25 francos ese mismo año. En 1952, el Banco Nacional dejó de emitir billetes de 5 francos e introdujo los de 10 en 1955. En 1996, se introdujo el billete de 200 francos, mientras que cesaba la emisión del billete de 500.
El Banco Nacional ha emitido ocho series de billetes, seis de las cuales se han impreso para uso general entre el público. La sexta serie, de 1976, la diseñaron Erns y Ursula Hiestand, y en ella aparecen personajes del mundo de la ciencia. Esta serie fue sustituida y perderá todo su valor facial el 1 de mayo de 2020. Llegado el 2006 todavía hay un gran número de billetes de esta serie que no se había cambiado, a pesar de no estar en curso legal desde 2001.
La séptima serie se imprimió en 1984 y se mantiene como una "serie de reserva", preparada para utilizarla en caso de que las series actuales sean falsificadas. Cuando el Banco Nacional Suizo decidió desarrollar nuevas medidas de seguridad y abandonar el concepto de las series de reserva, las características y detalles de los billetes de la séptima serie fueron revelados y los billetes impresos se destruyeron.
La octava serie, circulando en la actualidad, la diseñó Jörg Zintzmeyer y entre sus temas aparecen numerosos artistas. Además, del nuevo diseño, esta serie tiene otras características que las anteriores, como por ejemplo la sustitución del billete de 500 francos por uno de 200. Los colores predominantes de los billetes son similares a los de la serie anterior, excepto en el de 20, que se cambió de azul a rojo para evitar la confusión con el billete de 100; y el de 10 pasó de rojo a amarillo. El tamaño de los billetes también cambió, pasando a tener todos la misma altura (74 mm), mientras que la anchura se incrementa en proporción al valor del billete (a mayor valor, más largo es). La nueva serie contiene muchas más medidas de seguridad, de las que la mayoría son visibles.
Todos los billetes están escritos en los cuatro idiomas oficiales de Suiza. En un lado van en alemán y romanche, y por el otro en francés e italiano.
| Imagen  | Imagen  | Valor        | Dimensiones | Color predominante | Descripción | Descripción                                                                                           |
| Anverso | Reverso | Valor        | Dimensiones | Color predominante | Anverso | Reverso                                                                                               |
| ------- | ------- | ------------ | ----------- | ------------------ | --- | --- |
|         |         | 10 francos   | 126 x 74 mm | Amarillo           | 10 - Dix Francs - Dieci Franchi - Le Corbusier - BANQUE NATIONALE SUISSE - BANCA NAZIONALE SVIZZERA                       | 10 - Zehn Franken - Diesch Francs - SCHWEIZERISCHE NATIONALBANK - BANCA NAZIUNALA SVIZRA              |
|         |         | 20 francos   | 137 x 74 mm | Rojo               | 20 - Zwanzig Franken - Ventg Francs - Arthur Honegger - SCHWEIZERISCHE NATIONALBANK - BANCA NAZIUNALA SVIZRA              | 20 - Ving Francs - Venti Franchi - BANQUE NATIONALE SUISSE - BANCA NAZIONALE SVIZZERA                 |
|         |         | 50 francos   | 148 x 74 mm | Verde              | 50 - Fünzig Franken - Tschuncanta Francs - Sophie Taeuber-Arp - SCHWEIZERISCHE NATIONALBANK - BANCA NAZIUNALA SVIZRA      | 50 - Cinquante Francs - Cinquanta Franchi - BANQUE NATIONALE SUISSE - BANCA NAZIONALE SVIZZERA        |
|         |         | 100 francos  | 159 x 74 mm | Azul               | 100 - Cent Francs - Cento Franchi - Alberto Giacometti - BANQUE NATIONALE SUISSE - BANCA NAZIONALE SVIZZERA               | 100 - Hundert Franken - Tschient Francs - SCHWEIZERISCHE NATIONALBANK - BANCA NAZIUNALA SVIZRA        |
|         |         | 200 francos  | 170 x 74 mm | Marrón             | 200 - Deux Cents Francs - Duecento Franchi - Charles Ferdinand Ramuz - BANQUE NATIONALE SUISSE - BANCA NAZIONALE SVIZZERA | 200 - Zweihundert Franken - Duatschient Francs - SCHWEIZERISCHE NATIONALBANK - BANCA NAZIUNALA SVIZRA |
|         |         | 1000 francos | 181 x 74 mm | Violeta            | 1000 - Tausend Franken - Milli Francs - Jacob Burckhardt - SCHWEIZERISCHE NATIONALBANK - BANCA NAZIUNALA SVIZRA           | 1000 - Mille Francs - Mille Franchi - BANQUE NATIONALE SUISSE - BANCA NAZIONALE SVIZZERA              |

Cuando los billetes de la quinta serie perdieron su valor en abril de 2000, el número de billetes no cambiados representaba un valor de cerca de 244,3 millones de CHF. De acuerdo con la ley suiza, toda esta cantidad de dinero fue a parar al fondo suizo de emergencia para las pérdidas no aseguradas en caso de desastres naturales.
En febrero de 2005 se anunció un concurso para el diseño de una novena serie, planeada para emitirse en 2010 y bajo el lema de "Una Suiza abierta al mundo". El resultado se anunció en noviembre de 2005, pero los diseños elegidos fueron muy criticados por la población.